# Infanterie-Division Theodor Körner
La Infanterie-Division Theodor Körner fu una divisione dell'esercito tedesco attiva durante la seconda guerra mondiale.

## Storia
La divisione fu costituita il 4 aprile 1945 nella zona di Döberitz, era composta principalmente da uomini del Reichsarbeitsdienst (RAD) e da membri della 215. Infanterie-Division, venne schierata lungo il fiume Mulde dove subì gli attacchi di artiglieria e raid americani; il 21 aprile venne spostata a est presso Treuenbrietzen e qui impiegata contro le truppe dell'Armata Rossa, verso la fine della guerra i resti della divisione si ritirarono verso ovest attraverso l'Elba, ma qui furono catturati a Tangermünde dalle truppe americane.

## Ordine di battaglia[2]
- Grenadier-Regiment Theodor Körner 1
- Grenadier-Regiment Theodor Körner 2
- Grenadier-Regiment Theodor Körner 3
- Divisions-Füsilier-Bataillon Theodor Körner
- Panzerjäger-Abteilung Theodor Körner
- Artillerie-Regiment Theodor Körner
- Pionier-Bataillon Theodor Körner
- Nachrichten-Kompanie Theodor Körner

## Comandanti
- Generalleutnant Bruno Frankewitz (15 aprile 1945 - maggio 1945)[2]